# Jun Ashida
Jun Ashida (芦田 淳, Ashida Jun, Vorname eigentlich Atsushi gelesen; geboren 21. August 1930 in Jeonju (Korea); gestorben 20. Oktober 2018 in der Präfektur Tokio) war ein japanischer Modedesigner.

## Leben und Wirken
Jun Ashida wurde in Jeonju in Korea geboren, als das Land zu Japan gehörte.  Sein Vater, der aus der Präfektur Kyōto stammte, hatte dort ein Krankenhaus geleitet. Nach dessen plötzlichem Tod kehrte die Familien 1941 nach Japan zurück und Ashida nachte seinen Schulabschluss in Tokio. Er studierte Modedesign unter Nakahara Jun’ichi (中原 淳一; 1913–1983).
Nachdem Āshida als beratender Designer für das Kaufhaus Takashimaya im Stadtteil Nihonbashi (Tokio) tätig gewesen war, arbeitete er ab 1966 10 Jahre lang als Vollzeitdesigner für Prinzessin Michiko Shōda, für spätere Kaiserin. 1976 eröffnete er das unternehmenseigene Gebäude „Boutique Ashida Ginza“ auf der Straße Miyuki-dori, Ginza. 1977 folgte die Eröffnung der Pariser Boutique.
Ashida entwarf unter anderem die Uniformen der japanischen Mannschaft für die Olympischen Spiele 1996 in Atlanta und die Uniformen für All Nippon Airways.
2013 übergab Ashida sein Unternehmen an seinen Schwiegersohn Santō Hideki (山東英樹). Er selbst starb 88-jährig an einer Lungenentzündung.